# 卡利科安島
卡利科安島是菲律賓的島嶼，位於獨魯萬市西南90公里的萊特灣海域，屬於維薩亞斯群島的一部分，由東薩馬省負責管轄，長12.5公里、寬0.7公里，面積4平方公里。

## 外部連結
- Eastern Samar Website （页面存档备份，存于）

10°59′N 125°48′E / 10.983°N 125.800°E